# Murray the K
Murray Kaufman, noto come Murray the K (New York City, 14 febbraio 1922 – Los Angeles, 21 febbraio 1982), è stato un conduttore radiofonico e disc jockey statunitense, grande fan ed amico dei Beatles, durante i primi tempi della Beatlemania, si autodefiniva scherzosamente il "quinto Beatle".

## Carriera
Il successo arrise a Kaufman nel 1958 quando si trasferisce alla stazione radiofonica WINS/1010 dove conduce lo show The Swingin' Soiree. Poco tempo dopo il suo arrivo, il disc jockey principale della WINS, Alan Freed, venne condannato per evasione fiscale e costretto ad andarsene. Murray fu promosso in prima serata e vi rimase per i successivi sette anni, cominciando sempre il suo show trasmettendo Frank Sinatra e distinguendosi per il suo esuberante, frenetico ed isterico stile di conduzione che fece la storia della radio.

### Brooklyn Fox Show
Durante la sua carriera come conduttore radiofonico a New York, Kaufman produsse spettacoli multi-razziali di rock 'n' roll tre o quattro volte all'anno, che si svolgevano al Brooklyn Fox Theater. Questi show lanciarono molti nuovi talenti, come The Delicates, Dionne Warwick, The Shirelles, Chuck Jackson, The Zombies, Little Anthony and the Imperials, Ronettes, The Shangri-Las, Gene Pitney, Ben E. King, The Tymes, Smokey Robinson & The Miracles, Bobby Vinton, The Lovin' Spoonful, Cream, e The Who, oltre a molti altri. Murray pubblicò inoltre numerosi album discografici, principalmente compilation di successi di artisti apparsi nel corso degli show. Spesso gli album avevano titoli come Murray the K's Blasts from the Past o Murray the K's Sing Along with the Original Golden Gassers. Egli pubblicò anche due album di show registrati in diretta dal Brooklyn Fox Theater: Murray the K's Holiday Revue (1964) e Greatest Holiday Revue (1966).

### "Quinto Beatle"
Murray the K raggiunse l'apice della sua popolarità nelle metà degli anni sessanta quando, come uno dei maggiori conduttori radiofonici di New York, divenne uno dei più entusiasti sostenitori ed amico del gruppo musicale britannico The Beatles. Quando i Beatles giunsero a New York il 7 febbraio 1964, durante il loro primo viaggio negli Stati Uniti, Murray fu il primo DJ che entrò a far parte della loro cerchia di amici, poiché i membri della band avevano sentito parlare di lui e dei suoi show al Brooklyn Fox Theater da colleghi americani come le Ronettes (le sorelle Ronnie ed Estelle Bennett e la loro cugina Nedra Talley). Le Ronettes avevano incontrato i Beatles nel gennaio 1964, soltanto poche settimane prima, quando il terzetto di Harlem era in tournée in Inghilterra (i Rolling Stones aprivano i loro concerti). I Beatles e la Decca Records (distributrice dei dischi della Philles Records, l'etichetta discografica delle Ronettes negli Stati Uniti) avevano organizzato congiuntamente una festa di benvenuto a Londra per le Ronettes. Quando la band arrivò a New York, Murray venne invitato da Brian Epstein a trascorrere del tempo con il gruppo, e Murray convinse la sua stazione radio (WINS) a lasciargli trasmettere il suo show in prima serata direttamente dalla suite dei Beatles al Plaza Hotel. Successivamente egli accompagnò la band a Washington, D.C. per il loro primo concerto negli Stati Uniti, fu nel backstage quando i Beatles suonarono al The Ed Sullivan Show, e divise la stanza con George Harrison a Miami, trasmettendo dalla camera il suo show serale. Iniziò quindi ad essere soprannominato il "quinto Beatle", soprannome che egli disse gli era stato dato da Harrison durante il viaggio in treno dei Beatles a Washington, o da Ringo Starr nella conferenza stampa prima del concerto. (Tuttavia, in The Beatles: The First U.S. Visit è possibile ascoltare Murray che si autodefinisce così durante una conversazione telefonica con i Beatles la mattina del loro arrivo a New York). Egli venne invitato sul set di A Hard Day's Night in Inghilterra e fece numerosi viaggi in Gran Bretagna durante il 1964, dando ai suoi ascoltatori molte esclusive sui Beatles.
Nel 1966, Murray pubblicò la sua autobiografia, intitolata Murray the K Tells It Like It Is, Baby, con una prefazione scritta da George Harrison.
Nel 1969 fu presente durante la registrazione di Give Peace a Chance al Bed-In di John Lennon & Yōko Ono a Montréal.
Negli anni settanta fu tra i consulenti che curarono lo spettacolo teatrale Beatlemania.

## Morte
Kaufman morì a causa di un tumore una settimana dopo aver compiuto il suo sessantesimo compleanno, il 21 febbraio 1982.

## Curiosità
- Nel 1978 Kaufman è stato parodiato nel film All You Need Is Cash dei The Rutles (gruppo parodia dei Beatles) nel personaggio del disc jockey Bill Murray the K, interpretato dall'attore Bill Murray.